# Asteroid de tip V

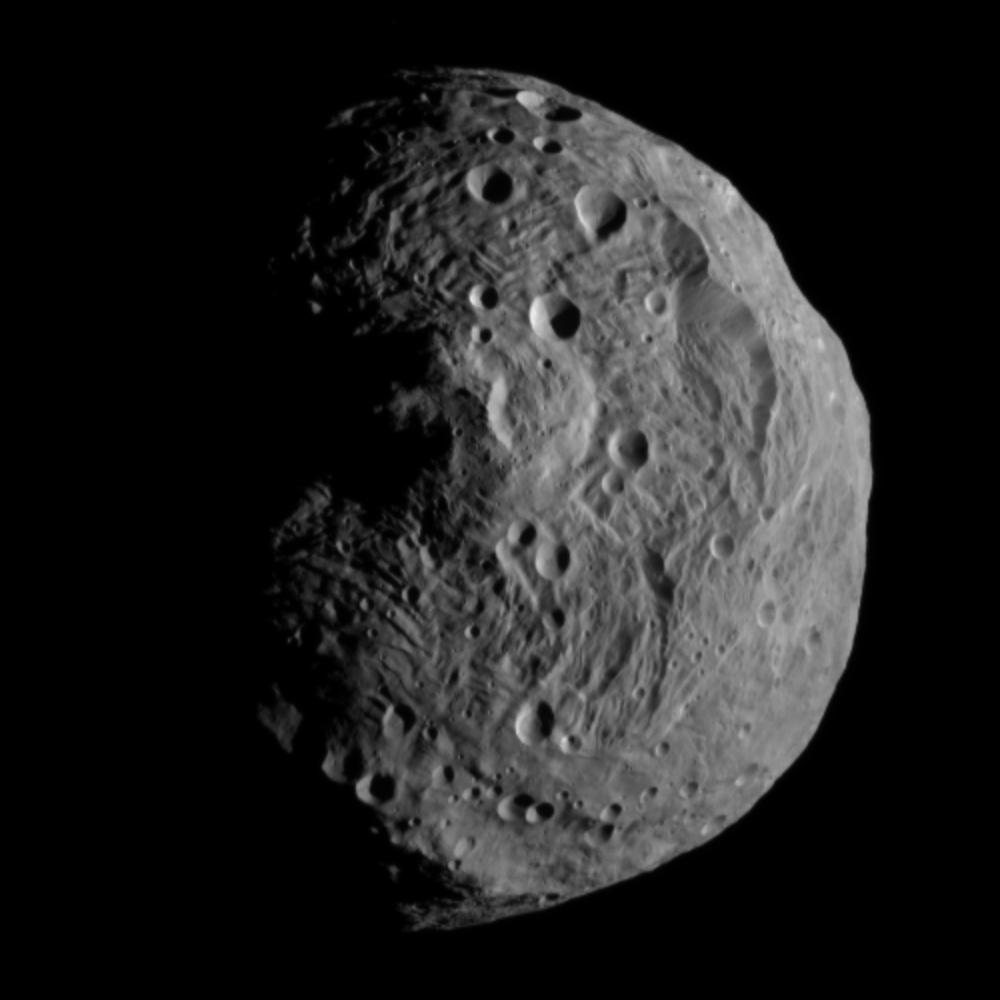
Asteroidul 4 Vesta, cel mai mare asteroid de tip V, imagine făcută de sonda spațială Dawn în 2011

Un asteroid de tip V sau un Vestoid este un asteroid a cărui clasă spectrală este identică cu cea a lui 4 Vesta. Aproximativ 6% dintre asteroizii Centurii Principale sunt vestoizi, Vesta fiind dintre toți cel mai mare ca și dimensiuni. Sunt relativ luminoși și destul de asemănători cu mult mai comunii asteroizi de tip S, care sunt și ei alcătuiți din chondrite, fier și rocă, cu deosebirea că tipul V conține mai mult piroxen decât tipul S.
O mare parte dintre vestoizi au elemente orbitale similare celor ale lui Vesta, fie îndeajuns de asemănătoare pentru a face parte din familia Vesta, fie cu excentricități orbitale și înclinații orbitale apropiate, dar cu o semiaxă mare cuprinsă între 2,18 AU și 2,50 AU. Aceste detalii ar putea sugera faptul că la origine ei au aparținut scoarței lui Vesta. Se pare că există două clase de astfel de asteroizi și anume, una ce s-a format acum 2 miliarde de ani și alta acum 1 miliard de ani, provenind din craterul sud-emisferic Veneneia și respectiv Rheasilvia.
Spectrul electromagnetic prezintă o absorbție mai mare spre lungimi de undă de 0,75 μm, o alta pentru lungimi de undă situate în jurul valorii de 1 μm și este foarte roșu spre valori mai mici de 0,7 μm. Spectrul vizibil aparținând clasei V de asteroizi (inclusiv 4 Vesta) este asemănător cu spectrul meteoriților HED.
O clasă J de asteroizi a fost propusă pentru cei ce au o bandă de absorbție deosebit de ridicată similară cu cea a meteoriților diogeniți, cel mai probabil ei provenind dintr-o regiune mai adâncă a scoarței lui 4 Vesta.

## Distribuție
Majoritatea asteroizilor de tip V fac parte din familia Vesta împreună cu 4 Vesta. Există și câțiva asteroizi ce au orbita suprapusă orbitei planetei Marte cum ar fi 9969 Braille, dar și unii ce sunt situați în apropierea Pământului cum este 3908 Nyx. O multitudine de alți asteroizi sunt situați în apropierea familiei Vesta și, totuși, nu fac parte din aceasta. Printe aceștia se numără:
- 809 Lundia - orbitează în regiunea familiei Flora
- 956 Elisa
- 1459 Magnya - orbitează în regiunea îndepărtată a Centurii de Asteroizi, fiind situat prea departe de Vesta pentru a putea fi în vreun fel „înrudiți”; ar putea fi rămășițele unui alt corp celest distrus acum multă vreme;
- 2113 Ehrdni
- 2442 Corbett
- 2566 Kirghizia
- 2579 Spartacus - conține o importantă cantitate de olivină, ceea ce ar putea indica faptul că provine dintr-o parte situată mult mai adânc în Vesta decât alți asteroizi de tip V
- 2640 Hallstrom
- 2653 Principia
- 2704 Julian Loewe
- 2763 Jeans
- 2795 Lepage
- 2851 Harbin
- 2912 Lapalma
- 3849 Incidentia
- 3850 Peltier - orbitează în regiunea familiei Flora
- 3869 Norton
- 4188 Kitezh
- 4278 Harvey - membru al familiei Baptistina
- 4434 Nikulin
- 4796 Lewis
- 4977 Rauthgundis
- 5379 Abehiroshi

## Vezi și
- Clasele spectrale ale asteroizilor